# 노창성
노창성(盧昌成, 일본식 이름: 八幡昌成야하타 쇼세이, 1896년 3월 25일 ~ 1955년 1월 9일)은 일제강점기와 대한민국의 방송인이다.

## 생애
평안북도 의주군 위화면 출신으로 일본 도쿄로 유학하여 도쿄고등공업학교 전기화학과를 졸업하였다. 귀국한 후 조선총독부 체신국 기수로 채용되어 방송국 설립에 필요한 기술을 맡았다가 방송계에 뛰어들게 되었다.
1920년대 대한민국 최초의 방송국인 경성방송국 설립에 참여 하는 등 조선 방송계의 선구자격으로 일했다. 기술직으로 출발했으나 능력을 인정받아 함흥방송국 국장을 거쳐 조선방송협회 제2방송부장 및 사업부장, 방송국장 등을 지냈고, 동양전선주식회사 생산부장으로도 근무했다.
일제 강점기 동안 상당한 재력가 로서 방송계 및 문화예술계에서 영향력을 행사하였다. 그러나 중일 전쟁 발발 이후에는 국민총력조선연맹, 임전대책협의회, 조선임전보국단 등 전쟁 지원과 전시 체제 확립을 위해 조직된 단체에 두루 가담하기도 했다. 이러한 사실이 드러나는 바람에 2008년 친일인명사전에 오르게 된다.
미군정과 대한민국 정부 수립 후에도 계속 중용되어 제1공화국에서는 대한민국 공보처 방송관리국장에 임명되었다. 공보처 공무원으로 재직 중 지병으로 사망했다.

## 사후
부인은 마현경과 함께 한국 최초의 아나운서로 꼽히는 이옥경이며, 차녀인 노명자가 패션 디자이너로 크게 성공한 노라노이다.
2008년 발표된 민족문제연구소의 친일인명사전 수록예정자 명단 중 언론/출판 부문에 포함되었으며 친일반민족행위진상규명위원회가 발표한 친일반민족행위 705인 명단에도 포함되었다.

## 같이 보기
- 경성방송국
- 조선임전보국단
- 노라노

## 참고 자료
- 노창성(盧昌成) - 국사편찬위원회